# 空色絵本
空色絵本（そらいろえほん）とは佐藤ケンジ、あべかずひろによる　同人音楽ユニットである。

## メンバー
佐藤ケンジ
作曲、編曲、ギター、ベース等を担当。
あべかずひろ
作詞、ヴォーカルを担当。中性的な声質と繊細な歌唱が特徴。

## 元メンバー
永尾ヨシヒサ
トラックメーカー。アレンジ・サウンドプログラミングを担当、2009年に脱退。
現在はAnnabel・やなぎなぎの同人音楽ユニット「binaria」などで活動中。

## 来歴
1999年 - 専門学校にて同級生だった4名（現空色絵本メンバー2名を含む、あべかずひろ、佐藤ケンジ、永尾ヨシヒサ、ホサカハヤト）が、「やさしい歌を不思議なサウンドに乗せた曲を作る」という主旨の下、「もろぞふ」というユニットを結成。この際に空色絵本1stCD収録の「しらない夢」を制作。この当時より活動していたSHARPNEL.NETの活動を目にして、「ライブをしない、制作専門のユニットの発表の場として魅力的だった」同人音楽の世界に興味を持ち、そこでの作品発表を念頭に置いていた。
2000年 - ホサカハヤトが脱退、それに伴い2000年の夏に現在の「空色絵本」に名称変更、同年冬コミックマーケット59に初参加。ミニアルバム「空色絵本」を頒布。
ユニット名は書店の売り場で見つけた二冊の漫画のタイトルを組み合わせたもの。
その後サークルrefio（現eufoniusのriya、myu (作曲家)によるユニット）と共にpolitmiaレーベルを設立、2002年10月より、compilationシリーズを開始。参加アーティストはrefio、eufonius、霜月はるか、岩下倫太郎、下駄ら、オリジナルボーカルサークルから実験色の濃いトラックメーカーまで多岐に渡る。Compilationは1-5まで計5枚リリースされ、現在は全て頒布終了している。
2005年 - key Sound LabelのオリジナルCD『Love Song』に「moresis」の名義でユニットの作曲担当二名がアレンジャーとして参加。
2006年 - compilationに代わり、実験的アプローチを行う同人サークル二者による共作スプリットCD、RUSシリーズを制作。clichexxx、Materia-Rhythmらが参加。
2007年 - PCゲームリトルバスターズ!エクスタシー初回特典のアレンジサウンドトラック「ontology」を製作。三才ブックス「同人音楽を聴こう！」にてカラー5pによるインタビューが掲載される。
2009年 - 永尾ヨシヒサが脱退。佐藤ケンヂ・あべかずひろの二人での活動となる。同年、インディペンデントレーベルVoltage of Imaginationのコンピレーション『空想活劇』に参加。
2011年 - 現在の最新作となる「幾星霜」を発表。
2014年現在、活動休止中。

## 特徴
活動初期は新居昭乃を彷彿とさせる幻想的で物語性のある曲が多かったが、2005年発表の「とじた箱庭」より、それまでのポップス的な作風から一転させ、シューゲイザーやエレクトロニカといった要素が強くなっていく。
2009年に永尾ヨシヒサが脱退後は、より歪んだギターやノイズの側面が強くなり、ドローンドゥーム、エイリアスノイズを基盤とした楽曲が多くなる。
その独自の音楽スタイルはアヴァン・ポップを自称している。
音楽評論家の冨田明宏は、彼らの制作姿勢をもって 「同人音楽シーンの重鎮」「エレクトロニカ・トイトロニカの孤塁を守り続けてきた」と評した。

## ディスコグラフィ

### アルバム
1. 空の足あと【2003年12月】
コミックマーケット65。初のフルアルバム。
2. とじた箱庭【2005年12月】
コミックマーケット69。廃盤になった旧コンピレーションCDの収録楽曲も収録。
3. 願いの標本【2008年8月】
コミックマーケット74にて頒布。
4. 幾星霜【2011年10月】
M3-2011秋にて頒布。「空想活劇」収録作品を新録にて収録。

### シングル・ミニアルバム
1. 空色絵本【2000年12月】
コミックマーケット59にて頒布。
2. プラネタリウム【2001年8月】
コミックマーケット60にて頒布
3. プレゼント【2001年12月】
コミックマーケット61にて頒布。
4. 夕焼け【2002年8月】
コミックマーケット62にて頒布。
  - 表題曲はrefioによってカバーされている。
5. 星をみる【2002年12月】
コミックマーケット63で頒布。
refio（現kukui）のmyuがゲスト参加。
6. こぼれたパズル【2003年8月】
コミックマーケット64で頒布。
『つなぐ空』はあべの作曲で、後にeufoniusによってカバーされている。
『warm』コーラスにriyaがゲスト参加。
7. シグナル/スペア【2006年8月】
コミックマーケット70にて頒布。
アルバム未収録シングル。
8. 兆し【2006年12月】
コミックマーケット71にて頒布。
9. ループ/ジャンプ【2008年5月】
M3開催10周年特別企画のM3大阪にて頒布。
10. 孤独の守【2009年4月】
M3 2009春にて頒布。収録楽曲はRUS_03に本来収録される予定だったもの。
11. 人影【2009年12月】
コミックマーケット77にて頒布。
12. 光害の夜【2010年12月】
コミックマーケット79にて頒布。

### Conpilationシリーズ
1. Compilation【2002年10月】
M3 2002秋にて頒布。
2. Compilation2【2003年5月】
M3 2003春にて頒布。
3. Compilation3【2003年10月】
M3 2003秋にて頒布。
4. Compilation4【2004年5月】
M3 2004春にて頒布。
5. Compilation0【2004年12月】
コミックマーケット67にて頒布。
6. Compilation5【2005年5月】
M3 2005春にて頒布。

### RUSシリーズ
1. RUS_01【2006年4月】
M3 2006春にて頒布。Materia-Rhythmとのスプリット盤。
2. RUS_02【2007年4月】
M3 2007春にて頒布。clichexxxとのスプリット盤。

### 商業作品への参加など
- 空想活劇【Voltage of ImaginationによるコンピレーションCD】
『土の雨』で参加、イラストレーター・ヨシツギとのコラボレーション。
- Love_Song (riyaのアルバム)【key Sound Label】
『神話』『氷時計』のアレンジを担当。moresis名義。
『蒼の夢』『そして物語が終わる』にて佐藤がギターによるサポート
- ontology【リトルバスターズ!エクスタシー初回特典アレンジサウンドトラック】
全曲担当、moresis名義。